# Suntech Power
Pour les articles homonymes, voir Power.
Ne doit pas être confondu avec Sunpower.
Suntech Power (chinois : 尚德 ; pinyin : Shàngdé) est une société chinoise intervenant dans le secteur de l'énergie solaire.

## Présentation
En 2005, elle est le principal fabricant[réf. nécessaire] de cellules photovoltaïques. Suntech est cotée au New York Stock Exchange depuis 2005.
Elle a quatre sites de production à Wuxi, Luoyang, Qinghai et Shanghai. Elle emploie 6 784 salariés fin 2007. En 2016 elle a 246 distributeurs dans 55 pays.

## Difficulté financière
Le 20 mars 2013, Suntech Power s'est déclaré en faillite sur un marché des panneaux solaires morose et à la suite de mauvais choix d'investissement.
Suntech doit percevoir 150 millions de dollars d’un fonds d’investissement public chinois adossé à la ville de Wuxi où est implanté Suntech.

## Fondateur
Le docteur Shi Zhengrong (施正荣, né vers1963) est le fondateur président et directeur général de Suntech Power. Il est diplômé de l'Université de Nouvelle-Galles-du-Sud (School of Photovoltaic and Renewable Energy Engineering), où il a soutenu une thèse sur l'énergie solaire en 1992. Il a été professeur d'université avant de créer Suntech Power en 2001.
Shi Zhengrong est l'un des hommes les plus riches de Chine : sa fortune est estimée à 1,43 milliard de dollars en 2006